# Preston Richard
Preston Richard is een civil parish in het bestuurlijke gebied South Lakeland, in het Engelse graafschap Cumbria. In 2001 telde het civil parish 1307 inwoners.